# Piteå
Piteå (finnois Piitime, meänkieli Piitin, same Bihtán) est une ville de Suède, chef-lieu de la commune de Piteå dans le comté de Norrbotten. 22 650 personnes y vivent. La ville est jumelée avec la commune de Saint-Barthélemy (Antilles françaises), qui est une Collectivité d'outre-mer de la France.

## Jumelages
La ville de Piteå est également jumelée à la commune nicaraguayenne de Bonanza.

## Personnalités liées à la ville
- Peter Mattei (1965-), chanteur baryton.
- Linda Olofsson (1972-), nageuse.